# Черновцы-Южная
Черновцы-Южная — пассажирско-грузовая промежуточная станция Ивано-Франковской дирекции Львовской железной дороги на линии Черновцы-Северная — Вадул-Сирет между станциями Черновцы (отстоит на 5 км) и Великий Кучуров (14 км).
Расположена в городе Черновцы, в Первомайском районе.

## История

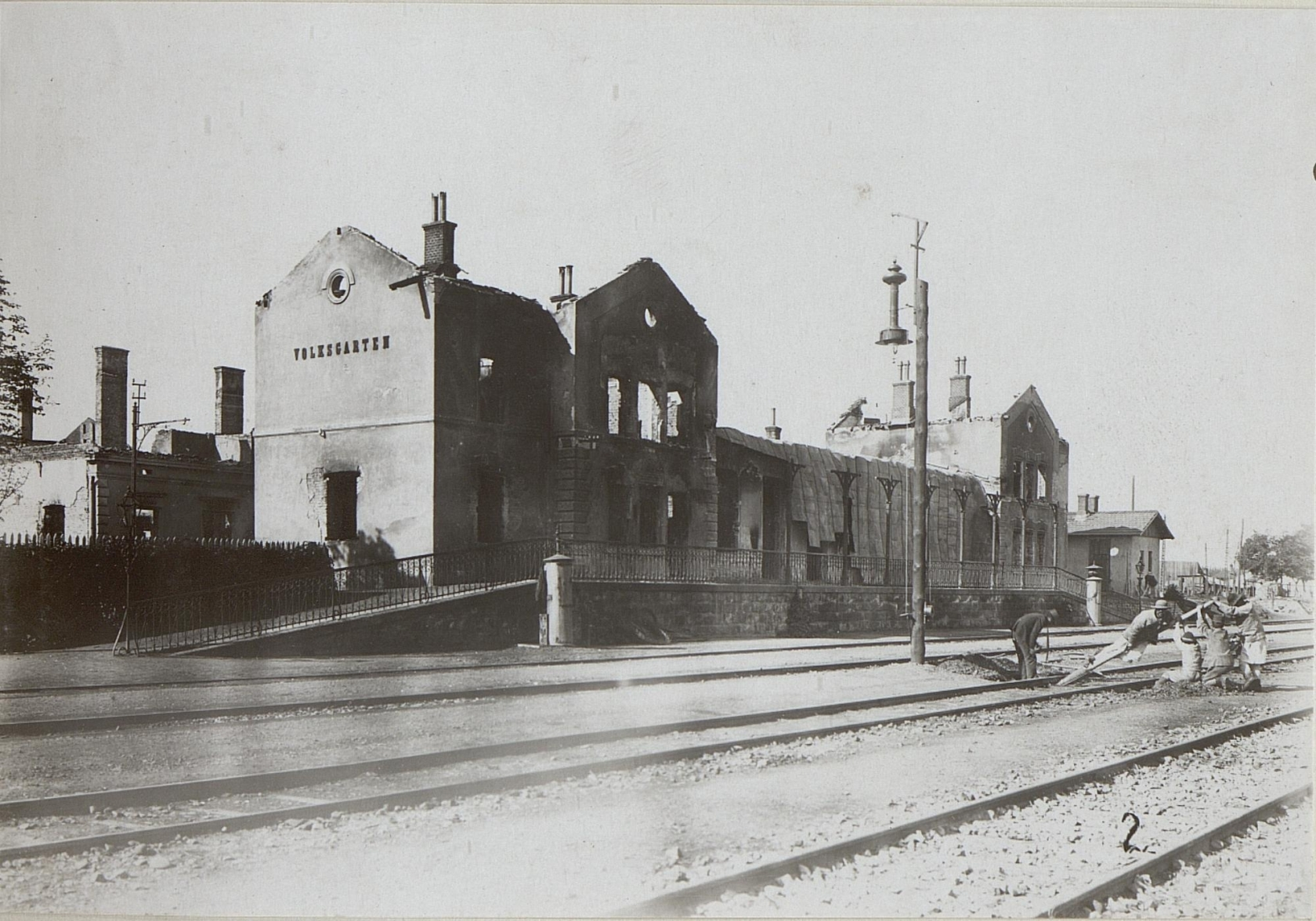
alt = Станция Volksgarten (ныне Черновцы-Южная) в сентябре 1917 года

Станция была открыта в 1866 году». Название „Volksgarten“ станция получила по расположенному неподалеку, заложенному в 1830 году, Народному саду (Фольксгартен, нем. Volksgarten) — ныне это ЦПКиО имени Т.Г.Шевченко).
Современное здание вокзала было построено в 1879 - 1883 гг., к открытию движения по вновь построенной линии Черновцы — Cучава.  Во время Первой мировой войны вокзал претерпел значительные разрушения, но был восстановлен к 1920 году.
В 1941 - 1942 гг., во время оккупации Северной Буковины румынскими войсками, со станции Черновцы-Южная отходили поезда с еврейским населением города Черновцы (в том числе и свезенными сюда ранее евреями населенных пунктов Черновицкой области), которых депортировали в концлагеря Транснистрии. Большинство из депортированных погибли.

## Пассажирское сообщение по станции
На станции останавливаются пригородные поезда от станции Черновцы до конечных станций Вадул-Сирет и Сторожинец.
Приблизительно в 600 метрах от станции находится троллейбусная остановка «Типография» (на Главной улице), где останавливаются троллейбусы №3, №3А и №6А, а в 400 метрах находится автобусная остановка «Трикотажная фабрика» (на улице Чкалова), где останавливаются автобусы №26 и №26А.
С 31 марта 2019 станция Черновцы-Южная является конечной для регионального экспресса №702/701 Львов — Черновцы. Кроме того, в составе пригородных (грузопассажирских) поездов в направлении станции Вадул-Сирет следуют, и останавливаются на станции Черновцы-Южная, прицепные вагоны беспересадочного сообщения Киев — Бухарест.